# 子野
子野（？—前542年），姬姓，名野，子表示此时是其父鲁襄公死的当年。子野是魯襄公的庶子，魯昭公和鲁定公之兄，母为敬归。
前542年六月二十八日，魯襄公去世，鲁国人拥立太子子野即位，住在季氏那里。九月十一日，子野由于哀痛过度而死。
魯國人便擁立子野生母敬归的妹妹齊歸生的儿子公子裯為国君，是為魯昭公。